# ガラクチトール
ガラクチトール (galactitol) あるいはズルシトール (dulcitol) は、糖アルコールの一種で、ガラクトースの還元生成物である。ガラクトース血症の一種であるガラクトキナーゼ欠損症の患者では、眼の水晶体での過剰なガラクチトールの生成により白内障が引き起こされる。
ガラクチトールは、アルドースレダクターゼにより触媒される反応でガラクトースから生産される。ガラクトースは、二糖であるラクトースがグルコースとガラクトースに代謝されることで作り出される。
その他の一般的なガラクトース代謝異常は、常染色体劣性疾患であるガラクトース-1-リン酸ウリジリルトランスフェラーゼの欠損であり、この欠損によりガラクトース-1-リン酸およびガラクトースの濃度が上昇することによっても、ガラクチトールは蓄積する。ガラクトース-1-リン酸ウリジリルトランスフェラーゼ欠損症による毒性は、ガラクチトールの蓄積による白内障に加え、肝脾腫大症や精神遅滞とも関連している。